# Basler Brunsli
Un Basler Brunsli (en français : « Brun de Bâle ») est un biscuit au chocolat et à la cannelle typique de la ville de Bâle, en Suisse. 

## Description
Traditionnellement, il fait partie de l'assortiment des biscuits de Noël aux côtés des petits milanais (Mailänderli (de)), des étoiles à la cannelle (Zimtsterne (de)) et des pains d'anis (Springerle),.